# 2e Brigade de montagne (Pologne)
Pour les articles homonymes, voir 2e brigade.
La  2e Brigade de montagne est une des divisions d'infanterie de l'armée polonaise durant la Seconde Guerre mondiale.

## Théâtres d'opérations
- 1er septembre au 6 octobre 1939 : Campagne de Pologne